# Репликација ДНК молекула
Репликација ДНК молекула за човека веома је важан и сложен процес. Телесне ћелије се непрекидно деле током периода раста и замене оштећених ћелија. Пре него се ћелија подели да би настала нова телесна или јајна ћелија и сперматозоид, процесом који се зове митоза, процесом који се зове мејоза мора доћи до репликације (удвајања) ДНК молекула у ћелији.